# Torre Derecha

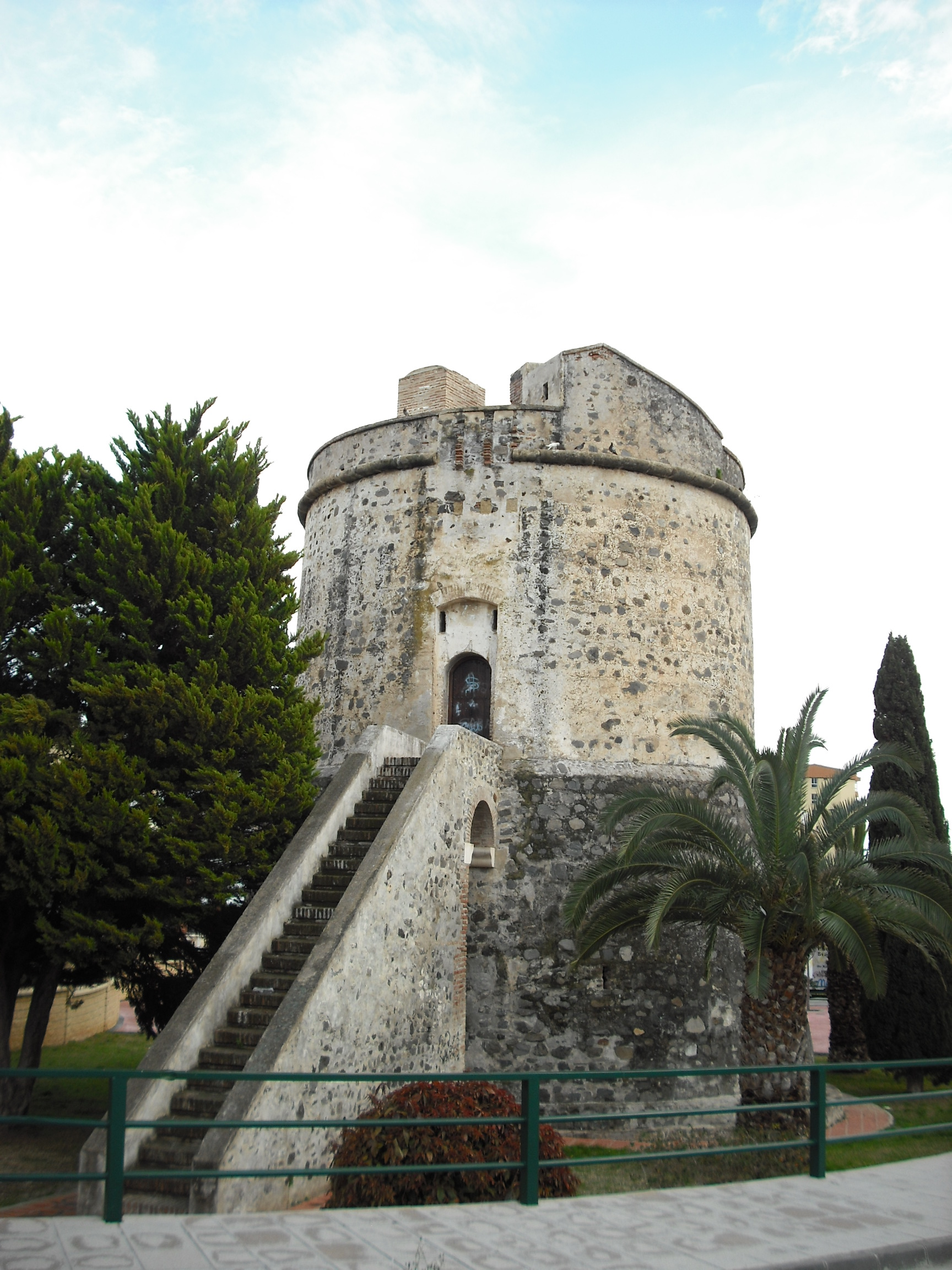
Torre Derecha

Der Torre Derecha (auch Torre Nueva) ist ein Wehrturm in der Gemeinde Algarrobo, Provinz Malaga, Andalusien, Spanien und steht seit 1993 auf der Liste Bien de Interés Cultural.
Bemerkenswert ist sein Zugang, der über eine Treppe erfolgte und nicht wie sonst üblich über eine Holzleiter.

## Beschreibung
Der im 16. Jahrhundert erbaute Wehrturm ist fast vollständig erhalten, er besteht im Wesentlichen aus unregelmäßigem Mauerwerk, wozu Felsbrocken vom nahen Fluss verwendet wurden.

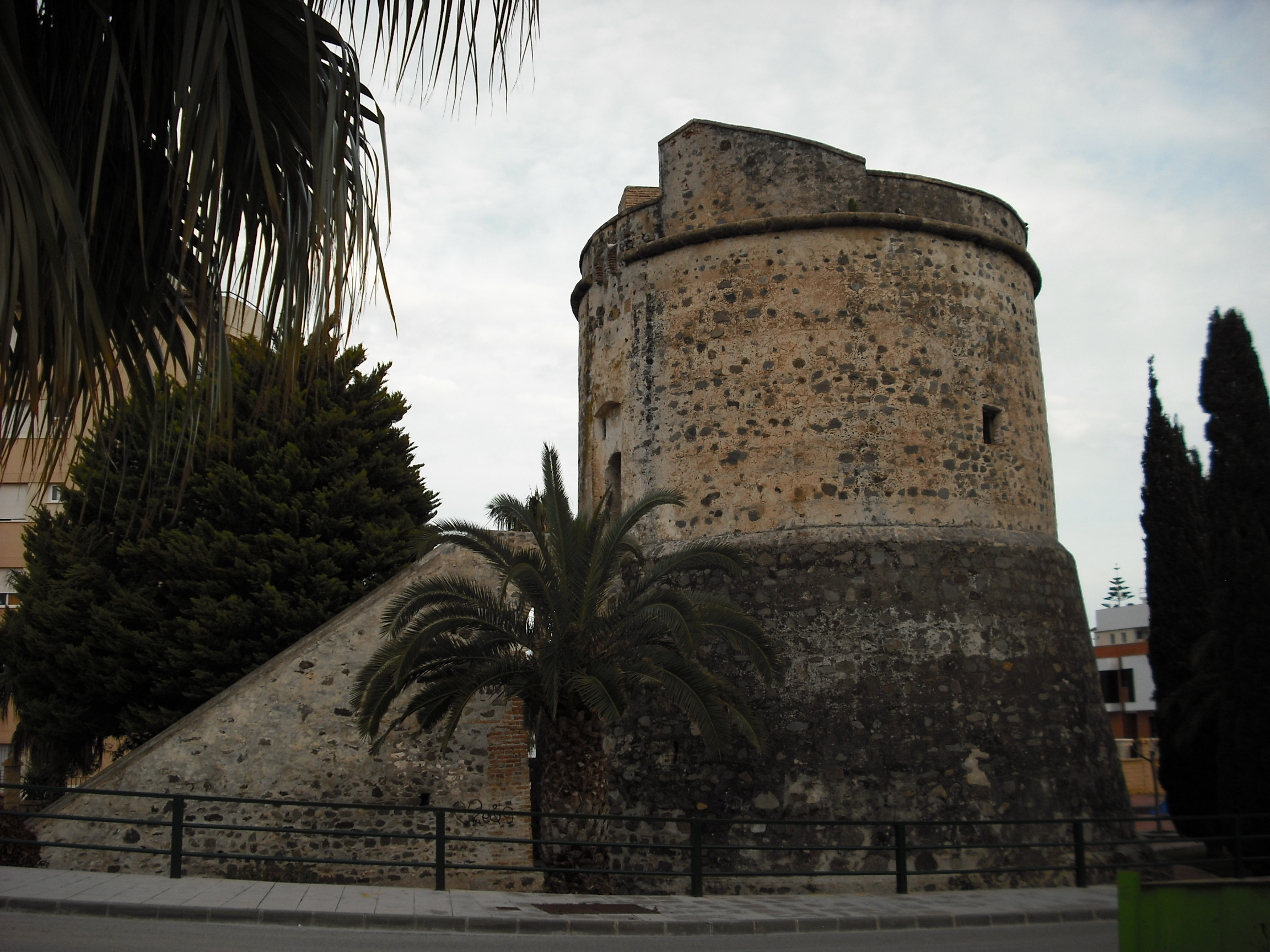
Seitenansicht

Der zylindrische Oberkörper des Turms ruht auf einer konischen Basis. Er hat zwei Etagen und eine Fläche von 182 Quadratmetern. Der untere Teil wurde als Material- und Pulverlager ausgelegt und ist vom Obergeschoss über eine Luke zugänglich. Die Höhe des Turms beträgt etwas mehr als 11 Meter. Der Durchmesser der Basis beträgt 13 Meter, während sie im oberen Bereich nur etwas mehr als 8 Meter beträgt, so dass sie einen Kegelstumpf bildet. Die engen Scharten auf der Nordseite dienten vermutlich der Belüftung des Verlieses.
Die obere Kammer (der Hauptraum) ist mit einer großen Kuppel abgeschlossen, wo sich auch der Schornstein befindet und eine Treppe, die zur Dachterrasse führt.
Der Eingang befindet sich auf der Nordseite und verläuft über eine vom Turm getrennte 1,5 Meter breite Treppe auf einer gemauerten Rampe. Er ist mit einer Zugbrücke gesichert. Das Dach hat an der Südseite eine abgesenkte Brüstung.
Wie sein Namensvetter in Cabo de Gata konnte er 8 Infanteristen, 4 Kavalleristen und 2 Artilleriegeschütze aufnehmen.